# José da Glória
José da Glória, (Lagos, (data de nascimento desconhecida)) - (data e local de falecimento desconhecidos) foi um juiz e militar português.

## Biografia

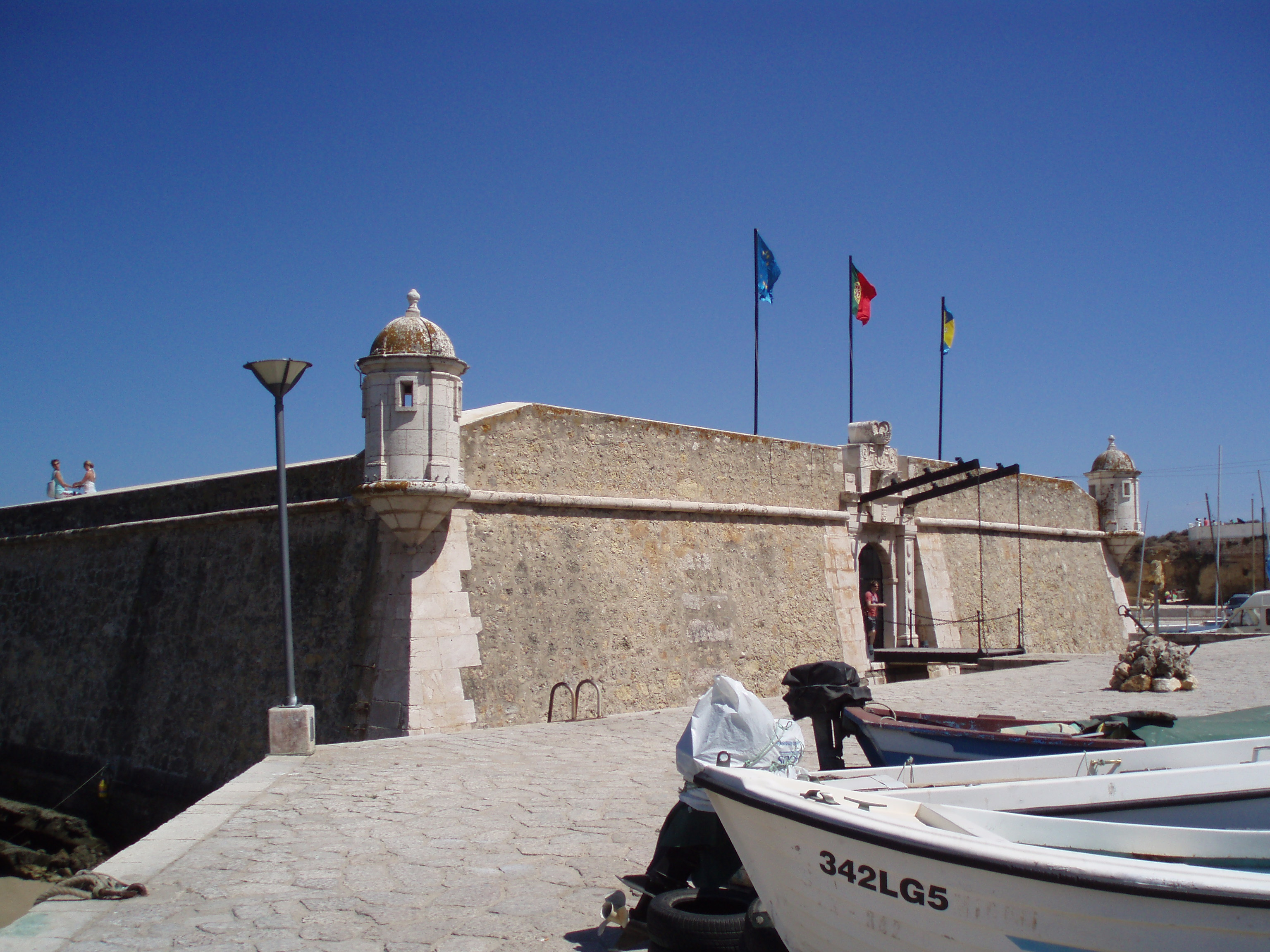
Forte da Nossa Senhora da Penha de França ou da Ponta da Bandeira

Exerceu a função de juiz no Compromisso Marítimo de Lagos. Ficou conhecido por, em 1808, ter hasteado a Bandeira Portuguesa no Forte de Nossa Senhora da Penha de França, em desafio à administração francesa, estabelecida em Lagos desde 1807. Desde então, a fortificação passou a ser conhecida como Forte da Ponta da Bandeira ou Forte do Pau da Bandeira.
Também dirigiu a resistência contra os franceses, tendo rearmado o Forte, empreendendido a vigilância nas estradas de acesso a Lagos, e organizado a defesa da cidade. Após a retirada do inimigo, evitou que as famílias favoráveis aos franceses fossem alvo de perseguições e vinganças.
Em 1809, foi nomeado Tenente de Companhia da Gente Marítima de Lagos, pelo Bispo D. Francisco Gomes de Avelar (então Governador das Armas do Algarve), e Tenente de Ordenanças de Lagos por D. João VI.
Em data desconhecida, a Câmara Municipal de Lagos colocou o seu nome num beco na Freguesia de Santa Maria, no Concelho de Lagos.